# گرترود فنتون
گرترود فنتون (زاده ۱۸۴۱ درگذشته ۱۱ آوریل ۱۸۸۴)، رمان‌نویس و سر مقاله نویس مجله انگلیسی بود. فنتون در تحریر نمودن داستان های عاشقانه مشهور مهارت داشت و میان سال های ۱۸۶۹ و ۱۸۷۱ ۴ رمان منتشر نمود مشهور ترین رمان او نخستین رمان کورا: یا رمان عاشقانه سه سال: یک رمان بود.

## زندگی
ماریا گرترود توماس ، مشهور به گرترود فنتون در سال ۱۸۴۱ در همپتون ویک در میدلسکس متولدشد. او دختر یک وکیل دادگستری قرار گرفته شده در لندن ویلیام لوئیس توماس و همسرش آن هلیر بود. سالهای تشکیل نمودن او در چلسی طی شد و در سال ۱۸۶۵ با آرتور فنتون، فرزند پسر جان فنتون ، نماینده پیشین راچدیل و برادر عکاس تهاجم پیشروی راجر فنتون (از سال ۱۸۱۹تا سال۱۸۶۹) ازدواج نمود.   این همسرجوان در سرشماری سال ۱۸۷۱ ثبت گردیده اند که در حومه آیلشام در نورفولک  و در سرشماری سال ۱۸۸۱ در آب شیرین در جزیره وایت، همپشایر مشغول زندگی می باشند.  در حالی که در جزیره وایت مشغول زندگی بود، او و همسرش مجله ماهانه مجله کاریزبروک را از سال ۱۸۸۰ تا ۱۸۸۱ هنگامی که فنتون در وضعیت نامطلوبی قرار داشت انتشار نمود. او در تاریخ ۱۱ آوریل ۱۸۸۴ در اثر بیماری عروق مغزی و کبدی   فوت کرد و در قبرستان کاریزبروک به خاک سپرده شد. 

## آثار ادبی

فنتون ۴ رمان عاشقانه تحریر کرد که در میان سال‌های ۱۸۶۹ و ۱۸۷۱ انتشار گردید و یک رمان در سال ۱۸۷۳ که با کورا آغاز گردید: یا رمان عاشقانه ۳سال ، پیروزمند ترین رمان او و انتهای پیدا نمودن با آیا بانو کلارا فوت شده؟ آنان نمونه هایی از داستان های احساسی می باشندکه در دوره های میانی ویکتوریا شکوفا گردیدند. انتشار یافته توسط اف.اینوس آرنولد لندن به عنوان یک جلد زرد کورا به عنوان کتاب خواندن سرگرم کننده و بیشتر در ایستگاه های راه آهن فروخته می شد.  این شامل جلدی با رنگ روشن بود که توسط کروموکسیلوگرافی چاپ گردیده بود و اهداف های آن لیستی از نوازندگان زن بیشترجوان بود. مجله اس تی. 
کورا آنقدر پیروزمند بود که ناشر اف یی آرنولد ۳ رمان نظیر را در سال ۱۸۷۱ انتشار نماید. فیلم بانوی شرور که تا اندازه ای در یک آرامگاه روانیطی می کند، توسط نمایشنامه نویس و هنرمند، براندون الیس، که در سال ۱۸۷۴ در تئاتر رویال در هادرزفیلد با آن تور برگزار نمود، برای صحنه گرفته شد.  یک رمان عاشقانه نظیر انتقام با یک جلد قهوه ای رنگ حکاکی شده با نقش ویژه، سری سنت جیمز چاپ گردید و به اندازه ای در عرضه، تلاشی برای فاصله گرفتن گرترود فنتون از پشتیبانان زرد زرق و برق بود. نقد ادبی تماشاگر یک نقد خوب عرضه نمود و انتقام را یک «عاشقانه مهیج» نام گذاری کرد. 